# George Poulett Scrope
George Julius Poulett Scrope (10 mars 1797-19 janvier 1876) est un géologue et économiste britannique. Il est le second fils de J Poulett Thompson.

## Biographie
Il étudie à Harrow, et pendant une courte période à Pembroke College, puis en 1816 il entre à St John's College et reçoit son diplôme en 1821. Influencé par ED Clarke et Adam Sedgwick il s'intéresse à la géologie et la minéralogie.
Durant l'hiver 1816-1817 il est à Naples et est tellement intéressé par le Vésuve qu'il renouvelle son séjour en 1818. L'année suivante il visite l'Etna et les Îles Lipari. En 1821 il se marie avec la fille et héritière de William Scrope de Castle Combe, Wiltshire et prend son nom. Il entre au parlement en 1833, comme libéral, pour le comté de Stroud, siège qu'il conserve jusqu'en 1868.
Pendant ce temps il étudie les régions volcaniques de France en 1821. Il visite la région de Eifel en Allemagne en 1823. En 1825 il publie Considerations on Volcanos conduisant à une nouvelle théorie de la Terre, cet ouvrage est étendu et republié en 1862, livre qui fit autorité dans son domaine. Il est élu membre de la Royal Society en 1826.
En 1827 il publie son classique Memoir on the Geology of Central France, including the Volcanic formations of Auvergne, the Velay and the Vivarais -- Mémoire sur la géologie du Massif central, incluant les formations volcaniques d'Auvergne, du Velay et du Vivarais -- illustré avec des cartes et des gravures. Cette édition est révisée et devient plus populaire en 1858 sous le titre The Geology and extinct Volcanos of Central France.
La Geological Society of London lui décerne la médaille Wollaston en 1867.
Il publie aussi History of the Manor and Ancient Barony of Castle Combe en 1852. Il meurt a Fairlawn près de Cobham le 19 janvier 1876.
Biographie, avec son portrait, dans Geological Magazine, mai 1870.

## Sources
- (en) « George Poulett Scrope », dans Encyclopædia Britannica [détail de l’édition], 1911 (lire sur Wikisource).